# Торохтяний
Торохтя́ний — проміжна залізнична станція 5-го класу Сумської дирекції Південної залізниці на двоколійній неелектрифікованої лінії Білопілля — Баси між станціями Вири (10 км) та Білопілля (6 км). Розташована в селі Воронівка Сумського району Сумського області.

## Пасажирське сполучення
На станції Торохтяний зупиняються лише приміські поїзди до станцій Ворожба, Тростянець-Смородине та Кириківка.